# Рой Абрахам
Рой Клайв А́брахам (англ. Abraham; *1890 — †1963) — англійський мовознавець.
Закінчив коледж Бейліол при Оксфордському університеті, де вивчав арабську філологію. Займався ефіопістикою в Ляйпцизі. Вивчав також китайську та перську мови. З початку Першої Світової війни та до 1925 року знаходився на військовій службі в Індії та Ірані. Після демобілізації працював у Нігерії, де вивчав мову хауса. Вивчав та описував деякі інші мови Нігерії: тів, ідома, йоруба та ігбо.
Під час Другої Світової війни служив у армії в країнах північно-східної Африки, вивчав амхарську та сомалі мови. В 1946-52 роках — доцент Школи східних та африканських досліджень у Лондоні.